# 204e régiment de fusiliers motorisés de la Garde
« 33e régiment mécanisé de la Garde », « 33e brigade de fusiliers motorisés de la Garde » et « 57e brigade de fusiliers motorisés » redirigent ici. Pour les unités homonymes, voir 204e régiment, 33e régiment, 33e brigade et 57e brigade.
Le 204e régiment de fusiliers motorisés de la Garde (russe : 204-й гвардейский мотострелковый полк) est une unité militaire de l'Armée de terre soviétique puis russe. Créée pendant la Seconde Guerre mondiale sous le nom de 57e brigade de fusiliers motorisés du 3e corps de chars, elle est transformée en 33e brigade de fusiliers motorisés de la Garde en 1944. Après-guerre, elle continue d'exister comme régiment au sein de la 9e division de chars de la Garde puis de la 94e division de fusiliers motorisés de la Garde. Le régiment fusionne en 1997 dans la 136e brigade de fusiliers motorisés de la Garde, qui reprend son héritage.

## Historique
La brigade est créée en décembre 1942 dans la région de Kalouga comme 57e brigade de fusiliers motorisés (57-я мотострелковая бригада). À partir de la fin du mois, elle rejoint le 3e corps de chars dont elle suit le parcours. Elle reçoit le titre honorifique Oumanskaïa (Уманская) en mars 1944 après la libération de la ville d'Ouman. Elle reçoit l'ordre du Drapeau rouge le 8 avril 1944 pour la traversée du Dniestr et la reprise de Beltsy et l'ordre de Koutouzov, 2e classe, le 9 août 1944 pour la libération de Dęblin. En novembre 1944, le 3e corps de chars est renommé 9e corps de chars de la Garde et le 20 novembre la brigade devient la 33e brigade de chars de la Garde (33-я гвардейская мотострелковая бригада). Le 26 avril 1945, elle reçoit l'ordre de Souvorov, 2e classe, pour la prise de Bromberg et l'ordre de Bogdan Khmelnitski, 2e classe, pour la prise de Stargard, Bärwalde, Tempelburg, Falkenburg, Dramburg, Wangerin, Labes, Freienwalde, Schivelbein, Regenwalde et Körlin. Engagée dans la bataille de Berlin en avril 1945, la brigade reçoit le titre honorifique Berlinskaïa (Берлинская) en juin.
En 1945, la brigade est réduite et devient le 33e régiment de fusiliers motorisés de la Garde (33-й гвардейский мотострелковый полк), au sein  de la 9e division de chars de la Garde, formée à partir du 9e corps et en garnison à Fürstenberg. En mai 1953, le régiment est renommé 33e régiment mécanisé de la Garde (33-й гвардейский механизированный полк). Le 17 mai 1957, le régiment devient le 204e régiment de fusiliers motorisés de la Garde. En novembre 1967, le régiment quitte la 16e division de chars de la Garde (nom de la 9e division depuis 1965) et rejoint la 94e division de fusiliers motorisés de la Garde, prenant garnison à Schwerin.
En septembre 1993, la 94e division, devenue une unité des forces armées de la fédération de Russie, rejoint Iourga où elle devient la 74e brigade de fusiliers motorisés de la Garde. Le 204e régiment est dissous.
Le 204e régiment est recréé en 1996 à Bouïnaksk dans le district militaire du Caucase du Nord, comme régiment indépendant,. En janvier 1997, le régiment fusionne avec la 136e brigade de fusiliers motorisés, cette dernière reprend l'historique et les titres du 204e régiment de la Garde et devient la 136e brigade de fusiliers motorisés de la Garde.